# Campionati europei di atletica leggera indoor 2023 - 400 metri piani maschili
La gara dei 400 metri piani maschili ai campionati europei di atletica leggera indoor di Istanbul 2023 si è svolta il 3 e il 4 marzo 2023 presso l'Ataköy Athletics Arena.

## Podio
| Pos.    | Atleta          | Nazionalità |
| ------- | --------------- | ----------- |
| Oro     | Karsten Warholm | Norvegia    |
| Argento | Julien Watrin   | Belgio      |
| Bronzo  | Carl Bengtström | Svezia      |

## Record
| Record                | Record           | Record | Record                              | Record          |
| --------------------- | ---------------- | ------ | ----------------------------------- | --------------- |
| Record mondiale       | Kerron Clement   | 44"57  | Fayetteville, Stati Uniti d'America | 12 marzo 2005   |
| Record europeo        | Thomas Schönlebe | 45"05  | Sindelfingen, Germania Ovest        | 5 febbraio 1988 |
| Record europeo        | Karsten Warholm  | 45"05  | Glasgow, Gran Bretagna              | 2 marzo 2019    |
| Record dei campionati | Karsten Warholm  | 45"05  | Glasgow, Gran Bretagna              | 2 marzo 2019    |

## Programma
| Data    | Ora   | Turno      |
| ------- | ----- | ---------- |
| 3 marzo | 9:50  | Batterie   |
| 3 marzo | 19:35 | Semifinali |
| 4 marzo | 20:20 | Finale     |

## Risultati

### Batterie
Si qualificano alle semifinali i primi due classificati di ogni batteria (Q) e gli ulteriori due atleti più veloci (q).
| Pos. | Batt. | Atleta                   | Nazione     | Tempo | Note                                     |
| ---- | ----- | ------------------------ | ----------- | ----- | ---------------------------------------- |
| 1    | 1     | Karsten Warholm          | Norvegia    | 45"75 | Q                                        |
| 2    | 4     | Matěj Krsek              | Rep. Ceca   | 46"23 | Q                                        |
| 3    | 2     | Iñaki Cañal              | Spagna      | 46"26 | (.255) Q                                 |
| 4    | 2     | Alexander Doom           | Belgio      | 46"26 | (.258) Q                                 |
| 5    | 4     | Óscar Husillos           | Spagna      | 46"28 | Q                                        |
| 6    | 5     | Julien Watrin            | Belgio      | 46"41 | Q                                        |
| 7    | 3     | Gilles Biron             | Francia     | 46"50 | Q                                        |
| 8    | 4     | João Coelho              | Portogallo  | 46"51 | q                                        |
| 9    | 1     | Carl Bengtström          | Svezia      | 46"55 | Q                                        |
| 10   | 4     | Kajetan Duszyński        | Polonia     | 46"66 | q                                        |
| 11   | 3     | Isayah Boers             | Paesi Bassi | 46"72 | Q                                        |
| 12   | 2     | Isaya Klein Ikkink       | Paesi Bassi | 46"74 |                                          |
| 13   | 1     | Lionel Spitz             | Svizzera    | 46"79 |                                          |
| 14   | 1     | Vladimir Aceti           | Italia      | 46"80 |                                          |
| 15   | 5     | Liemarvin Bonevacia      | Paesi Bassi | 46"87 | Q                                        |
| 16   | 4     | Gustav Lundholm Nielsen  | Danimarca   | 46"93 |                                          |
| 17   | 3     | Marvin Schlegel          | Germania    | 47"01 |                                          |
| 18   | 3     | Andreas Grimerud         | Norvegia    | 47"04 |                                          |
| 19   | 1     | Mihai Sorin Dringo       | Romania     | 47"06 |                                          |
| 20   | 5     | Ricky Petrucciani        | Svizzera    | 47"32 |                                          |
| 21   | 5     | Boško Kijanović          | Serbia      | 47"36 |                                          |
| 22   | 2     | Muhammad Abdallah Kounta | Francia     | 47"55 |                                          |
| 23   | 2     | Iļja Petrušenko          | Lettonia    | 47"95 | Miglior prestazione personale stagionale |
| 24   | 3     | Robert Parge             | Romania     | 49"67 |                                          |
| 25   | 5     | Manuel Guijarro          | Spagna      | 49"77 |                                          |

### Semifinali
Si qualificano alla finale i primi tre atleti di ogni semifinale (Q).
| Pos. | Semi | Atleta              | Nazione     | Tempo | Note |
| ---- | ---- | ------------------- | ----------- | ----- | ---- |
| 1    | 2    | Karsten Warholm     | Norvegia    | 45"43 | Q    |
| 2    | 1    | Carl Bengtström     | Svezia      | 45"77 | Q    |
| 3    | 2    | Julien Watrin       | Belgio      | 45"82 | Q    |
| 4    | 2    | Óscar Husillos      | Spagna      | 45"86 | Q    |
| 5    | 1    | Matěj Krsek         | Rep. Ceca   | 46"03 | Q    |
| 6    | 1    | Alexander Doom      | Belgio      | 46"12 | Q    |
| 7    | 1    | Liemarvin Bonevacia | Paesi Bassi | 46"60 |      |
| 8    | 1    | João Coelho         | Portogallo  | 46"69 |      |
| 9    | 2    | Gilles Biron        | Francia     | 46"71 |      |
| 10   | 2    | Kajetan Duszyński   | Polonia     | 47"01 |      |
| 11   | 2    | Isayah Boers        | Paesi Bassi | 47"39 |      |
| -    | 1    | Iñaki Cañal         | Spagna      | dns   |      |

### Finale[3]
| Pos.    | Corsia | Atleta          | Nazione   | Tempo | Note             |
| ------- | ------ | --------------- | --------- | ----- | ---------------- |
| Oro     | 6      | Karsten Warholm | Norvegia  | 45"35 |                  |
| Argento | 4      | Julien Watrin   | Belgio    | 45"44 | Record nazionale |
| Bronzo  | 5      | Carl Bengtström | Svezia    | 45"77 |                  |
| 4       | 2      | Óscar Husillos  | Spagna    | 46"24 |                  |
| 5       | 3      | Matěj Krsek     | Rep. Ceca | 46"48 |                  |
| -       | 1      | Alexander Doom  | Belgio    | dns   |                  |